# Beke Mihály András
Beke Mihály András (Bukarest, 1956. május 5. –) magyar író, újságíró, műfordító, kultúrdiplomata. Beke György fia.

## Életútja
Kolozsváron érettségizett, a Babeș–Bolyai Tudományegyetem filológiai karán magyar–orosz szakos diplomát szerzett. Diákkorától publikált irodalmi lapokban, első írása a Jóbarátban jelent meg (1969). Publicisztikáját a kolozsvári Igazság Fellegvár-oldala, verseit és kritikáit a Korunk, Utunk, Igaz Szó, esszéit az Echinox és Művelődés közölte. 1977–1980-ig az Echinox magyar oldalainak felelős szerkesztőjeként működött. A fiatal költők 1979-es Kimaradt szó c. antológiájában szerepelt.
Egyetem után Sepsiszentgyörgyön tanár. 1984-től Magyarországon él, magyar állampolgár. Nős, két fia van. 1984-től a Mestermunka, majd a Köznevelés szerkesztő-riportere, 1990-től a Heti Magyarország szerkesztő-riportere, rovatvezetője. 1992-től a Magyar Televízió Külpolitikai főszerkesztőségének (Panoráma) előbb külső, majd 1994-től belső szerkesztő-riportere. 1997-ben az MTV Rt. Határon túli magyarok szerkesztőségének szerkesztő-műsorvezetője. 2002. január 15-től a Magyar Televízió Rt. Irodalmi és Drámai szerkesztőségének vezetője.
Közben 1995-től a Duna Televízió külsős riportere és az Új Magyarország külsős rovatvezetője (Határon túli magyarok). 1997-től a Magyar Rádió külső munkatársa és az Európai Néppárt hírlapjának (PPE-News) a magyarországi munkatársa (fordítója és kiadója, 1997–2001). 2001-ben a Duna Televízió Világtérkép c. külpolitikai magazinjának a felelős szerkesztője (Vári Kolos néven). 2000-2002-ig a Magyar Demokrata Fórum külpolitikai tanácsadójaként működött. 1996-ban megszervezte az Európai Néppárt (EPP/PPE) visegrádi konferenciáját.[forrás?]
2003. szeptember elsejétől 2008. június 30-ig Magyarország bukaresti Magyar Kulturális Intézetének az igazgatója (I. tanácsosi diplomáciai, és minisztériumi főosztályvezetői rangban). (A bukaresti intézet igazgatójaként kezdeményezte az intézmény működésének kiterjesztését a Moldvai Köztársaságra; megszervezte a román és magyar történészek konferenciáját, megteremtette a Film.dok dokumentumfilm-fesztivált; valamint kezdeményezte az Intézetek éjszakájának azóta más országokban is megtartott rendezvényét, stb.). 2008. szeptember 1-jétől ismét a Magyar Televízió Zrt. munkatársa volt (a Mementó ’89 c. műsor ötletgazdája és szerkesztője, a Ma Reggel c. műsor szerkesztője, majd az Európa Magyarországon c. műsor felelős szerkesztője.) 2011–2013 között a Nemzetközi Visegrádi Alap, magyarországi megbízottjaként tartott előadásokat. 2013–2014-ben a Nemzetstratégiai Kutatóintézet igazgatóhelyettese. 2014. március 15-től diplomata, a Külgazdasági és Külügyminisztérium Kulturális Diplomáciai Főosztályán vezető főtanácsos, közigazgatási tanácsadó. 2017. október 6-tól 2022. június 30-ig a beregszászi Magyar Konzulátus első beosztottjaként, majd ideiglenes ügyvivőjeként számos kulturális programot szervezett, köztük 2021 őszén az I. Beregszászi Nemzetközi Jazzfesztivált. 2022 októberétől 2025. június 5-ig Magyarország Csíkszeredai Főkonzulátusának első beosztottja.

### Szakmai tanulmányutak, végzettségek
- Közigazgatási szakvizsga (2007)
- Az Európai Parlament kultúrpolitikájának tanulmányozása (Az Európai Néppárt ösztöndíja, Brüsszel, 2002)
- Európa-szakértő – egyetemi oklevél (Pázmány Péter Katolikus Egyetem, Budapest, 2001; francia nyelvű diplomamunka: Le projet européen démocrate-chrétien, Le Parti Populaire Européen-Passé, présence, avenir (A kereszténydemokrata európa-terv, Az Európai Néppárt – Múlt, jelenlét, jövő)
- Francia ösztöndíjas médiatanulmányok és sajtógyakorlat (L’Est Républicain), (Párizs, Nancy, 1991)
- A vallon-flamand kérdés és a belgiumi magyar emigráció története (Katolikus Egyetem, Leuven, 1988)
- A Magyar Újságírók Országos Szövetségének tanfolyama (Budapest, 1985)
- Magyar-orosz tanári oklevél (Babes-Bolyai Tudományegyetem, Bölcsészkar, Kolozsvár, 1980; diplomamunka: Madách Imre: A tragédia vége – a komédia kezdete)
- Négy állami felsőfokú nyelvvizsga: orosz, francia, román (1989) és angol.

### Ösztöndíjak
- Soros- és Móricz Zsigmond-ösztöndíjat kapott (1988–1990)
- Francia ösztöndíjjal szakmai tanulmányokat végzett Párizsban és Nancyban (1991)
- Az Európai Néppárt ösztöndíjával tanulmányozta az európai intézmények működését (1992)
- „Európa-szakértő” egyetemi oklevelet szerzett a Pázmány Péter Katolikus Egyetemen (2001)
- Az Európai Parlament ösztöndíjával tanulmányozta az EP kulturális és médiapolitikáját (2002)

## Kötetei
- Bábel-tornyán, Echinox-antológia (szerkesztés), Kriterion, Bukarest, 1983
- Paul Drumaru: Főpróba, Európa (regényfordítás románból), Budapest, 1989
- Illúziók kora, Erdély (esszéinterjú), Széphalom könyvműhely, Budapest, 1994
- Illúziók kora, Erdély. Pár- és perbeszéd apámmal, Beke Györggyel Erdély ismeretlen tegnapjáról; 2. jav. kiad.; Széphalom Könyvműhely, Budapest, 1994
- Wilfried Martens: Az egyik és a másik Európa (fordítás franciából), Püski, Budapest, 1996
- Hunok Európában, Gondolatok a magyar kulturális diplomáciáról, Magyar Múzsa Könyvek, 2010
- Alain Minc: A káosz kontinense, Új középkor (fordítás franciából)
- "Nincsen számodra hely". Válogatott esszék, Magyar Napló Kiadó, Budapest, 2020 (Rádiusz könyvek)

## Általa szervezett főbb rendezvények
1996. Az Európai Néppárt kihelyezett konferenciája (Visegrád)
2003-2008:- a História c. magyar és a Magazin Istoric c. román havilap történészeinek konferenciája Bukarestben és Budapesten
                  – regionális nemzetközi konferencia az ’56-os forradalom kihatásairól a balkáni térségre (Bukarest)
                   – Film.dok dokumentumfilm-fesztivál (2004-2010)
                    – Külföldi Kulturális Intézetek éjszakája (2007,Bukarest)
2015. – az MMA Vendégségben otthon címmel a határon túli magyar írók sátra (Budapest, 86.Könyvhét)
2021. az I. Beregszászi Nemzetközi Jazzfesztivál 

## Társasági tagság
- Egyetemistaként az Írószövetség kolozsvári Gaál Gábor irodalmi körének az elnöke.
- Magyarországon az Írószövetség József Attila Körének elnökségi tagja (1985-88), a JAK Mihályiban szervezett nemzetközi műfordító-táborának a vezetője.
- 2004-től a Film.dok. Magyar-román dokumentumfilm-fesztivál elnöke.
- A Magyar Írók Szövetségének és a Magyar Újságírók Országos Szövetségének (MÚOSZ) a tagja.
- A Magyar Írók Szövetsége, az EMIL (Erdélyi Magyar Irók Ligája), a MÚOSZ (Magyar Újságírók Szövetsége), a MÚRE (Magyar Újságírók Romániai Egyesülete) tagja.

## Díjak, elismerések
- A Palócföld Madách-pályázatának díjazottja az esszé-kategóriában (1988)
- A Magyar Külügyminisztérium és az Európai Újságírók Szövetsége EU integrációs cikkpályázatának a fődíja (1997)
- A román Kulturális Érdemrend lovagja, Nagytiszti fokozat (Ordinul Meritul Cultural, Mare Ofiter), 2004., kulturális diplomáciai munkájáért
- Hűség a Hazához érdemkereszt (Igazolt Magyar Szabadságharcos Világszövetség és a Pofosz kitüntetése), 2010.
- A Magyar Érdemrend lovagkeresztje 2021, kulturális diplomáciai munkájáért
- A Tokaji Írótábor Hordódíja, 2022.
- Bercsényi Miklós díj, 2024.